# 카를로 로타
카를로 로타(Carlo Rota, 1961년 4월 17일 ~ )는 캐나다의 배우이다.

## 출연 작품
- 위험한 정사 2 (2019)
- 스피닝 맨 (2018)
- 피플 유 메이 노우 (2017)
- 스몰 타임 (2014)
- 브릭 맨션: 통제불능 범죄구역 (2014)
- 끝없는 세상 (2012)
- 얼빈 웰쉬스 엑스터시 (2011)
- 맨 온 더 트레인 (2011)
- 샤크 시티 (2009)
- SGU 스타게이트 유니버스 (2009)
- 콜드 플레이 (2008)
- 쏘우 5 (2008)
- 시한폭탄 (2006)
- 까칠한 그녀의 달콤한 연애비법 (2005, Cake)
- 카운트다운 (2002)
- 글로벌 헤러시 (2002)
- 스트리트 타임 (2002)
- 살인의 법칙 (2001)
- 두 자매의 이상한 여행 (2001)
- 크리미널 인스팅트 - 더욱 차가운 죽음 (2001)
- 미션 투 마스 (2000)
- 머더 인 어 스몰 타운 (1999)
- 레릭 헌터 (1999)
- 분닥 세인트 (1999)
- 코 끝에 매달린 사나이 (1998)
- 네이키드 시티 (1998)
- 맥시멈 리스크 (1996)
- 퍼스트 디그리 (1995)
- 페이션트 리포터 (1995)
- 글렌 굴드에 관한 32개의 이야기 (1993)
- 나막신 나무 (1978)

### 텔레비전
- 24 시즌6 (2007)
- 페타 윌슨의 니키타 (1997)
- 니키타 1 (1997)
- 빨간머리 앤 - 참된 행복을 찾아서 (2000)
- 테크워 2 (1994)
- 퀴어 애즈 포크 (2000)